# 下伯茲貝格

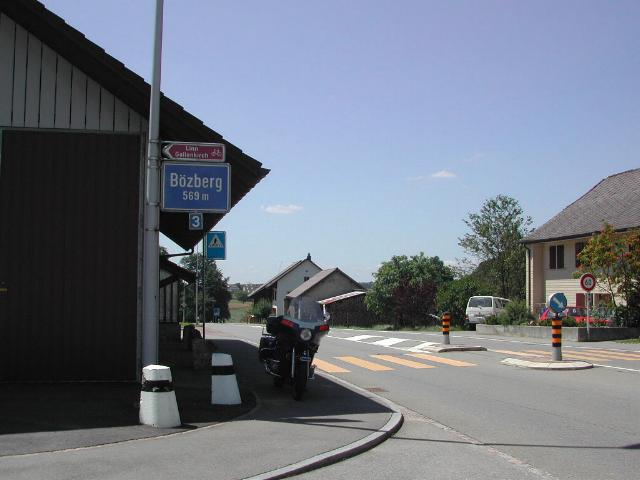

下伯茲貝格是瑞士的一个镇，位於該國北部，由阿爾高州負責管轄，面積6.12平方公里，海拔高度507米，2011年人口735，五成半人口信奉基督教，人口密度每平方公里120人。